# Irvine Welsh
Irvine Welsh (ur. 27 września 1958 w Edynburgu) – szkocki pisarz.
Irvine Welsh dzieli swój czas między Amsterdamem, Londynem i Szkocją.
Jego pierwsza powieść Trainspotting, została opublikowana w 1993 roku, w 1996 doczekała się ekranizacji. Zajęła także 10 pozycję w plebiscycie Waterstone's Best Books of the Century. The Acid House, wydana w 1994 roku to kolekcja krótkich historii, również zekranizowana. W roku 1995 ukazała się powieść The Marabou Stork Nightmares, rok później Ecstasy, która zdobyła pierwsze miejsce na liście bestsellerów w tygodniu publikacji. W 2021 roku w Wielkiej Brytanii pojawiła się telewizyjna adaptacja jego powieści Crime jako 6-odcinkowy serial. To pierwsza telewizyjna adaptacja, jaka kiedykolwiek powstała na podstawie książki Irvine'a Welsha.

## Twórczość

### Powieści i opowiadania
- Trainspotting. Ślepe tory (1993) (tytuł ang. Trainspotting)
- The Acid House (1994) - zbiór opowiadań
- Marabou Stork Nightmares (1995)
- Ecstasy: Trzy romanse chemiczne  (1996) (tytuł ang. Ecstasy: Three Tales of Chemical Romance)) - zbiór opowiadań
- Ohyda (1998) (tytuł ang. Filth)
- Klej (2001) (tytuł ang. Glue)
- Porno (2002)
- Sekrety sypialni mistrzów kuchni (2006) (tytuł ang. The Bedroom Secrets Of The Master Chefs)
- If You Liked School You'll Love Work (2007) - zbiór opowiadań
- Crime (2008)
- Reheated Cabbage (2009) - zbiór opowiadań
- Trainspotting zero (2012) (tytuł ang. Skagboys)
- Życie seksualne bliźniąt syjamskich (2014) (tytuł ang. The Sex Lives of Siamese Twins)
- Niezła jazda (2015) (tytuł ang. A Decent Ride)
- The Blade Artist (2016)
- Dead Men's Trousers (2018)
- The Long Knives (2022)

### Inne
- You'll Have Had Your Hole (dramat)
- Dose (półgodzinny dramat stworzony dla BBC wespół z Deanem Cavanaghem)
- The Acid House (scenariusz do filmu)